# 博格勒區

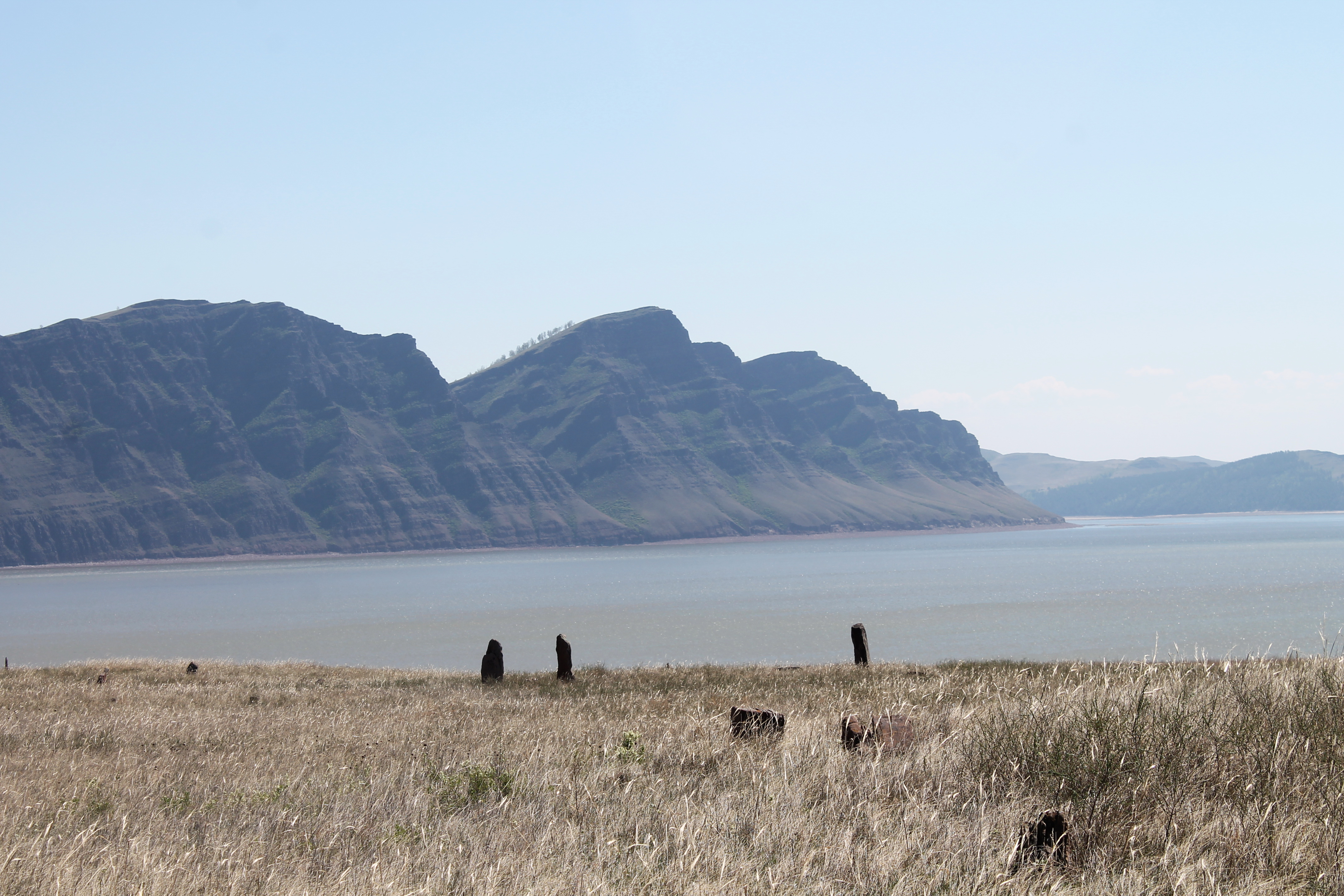

54°26′42″N 90°19′08″E / 54.445°N 90.319°E
博格勒區（俄语：Боградский район），是俄羅斯的一個區，位於該國南部，由哈卡斯共和國負責管轄，面積4,524平方公里，2010年人口15,869，人口密度每平方公里3.51人。此地的米努辛斯克盆地出土了阿凡纳谢沃文化。